# Trichofytóza
Trichofytóza (trichophytosis) je plísňové onemocnění lidí i zvířat (antropozoonóza) způsobené plísněmi rodu Trichophyton.
Klinické příznaky jsou kruhové zarudnutí kůže nebo ohraničené lysiny, které se rozrůstají. Terapie je pro všechny typy tichofytózy stejná: vakcinace a lokální ošetřením antimykotiky. Zkřížená imunita je pro trichofytózu typická. Znamená to, že pokud si tělo vytvoří protilátky proti jednomu druhu plísně, jsou účinné i na ostatní druhy. Obdobně je to i s antimykotiky – zabírají na všechny druhy trichofytózy.

## Trichofytóza lidí
Někteří jedinci jsou na plísně velice náchylní. Ve vlasech či na kůži se vytvoří kruhová zarudnutí s lysinkou, které se rozrůstá, mokvá. Lokálními přípravky lze plíseň zlikvidovat během několika dní, ale tím nemoc často nekončí. Jako komplikace po dermatomykóze jsou časté dermatitidy, bakteriální komplikace, ekzémy či poruchy imunity. Komplikace se léčí dlouhé měsíce či dokonce roky. Znovu nakažení trichofytózou je časté.
Zdroje nakažení jsou v první řadě nemocní jedinci včetně zvířat, ale nákaza je možná i z předmětů, které se nemocných dotkly.
U koní i domácích mazlíčků jako jsou psi a kočky může nemoc probíhat nepozorovaně a dlouhodobě. Opakované nakažení lidí a trvalé kožní problémy mohou mít za původce domácí zvíře, u kterého drobnou kožní lézi považuje chovatel za normální (nevšiml si jí).

## Trichofytóza skotu
Je vysoce infekční onemocnění skotu přenosné na lidi i ostatní druhy zvířat. U skotu je způsobeno Trichophyton verrucosum nebo Trichophyton mentagrophytes.
V minulém století byla klasifikována jako velmi nebezpečná nákaza povinná hlášením. Postižená stáda se izolovala, vakcinovala, léčila lokálními přípravky. V ČSSR se povinně vakcinoval veškerý skot.
Klíčem k boji proti trichofytóze je kvalitní vakcína. Vakcína (např. Trichoben) je natolik účinná, že ji lze aplikovat i klinicky nemocným jedincům jako lék (dva až tři krát v intervalu 14 dní i kratším). Pro srovnání je třeba veškeré ostatní vakcíny aplikovat jen zdravým jedincům, po vypuknutí nemoci je vakcinace nemožná. Trichofytóza je v tomto výjimkou.
Zanechává solidní imunitu sice jen jeden rok, ale zvířata vakcinovaná si udrží jistou hladinu protilátek celoživotně.
V současné době není trichofytóza skotu povinná hlášení, vakcinace je dobrovolná. Nemoc koluje v populaci skotu, mezi volně žijícími zvířaty (lesní zvěř), mezi domácími mazlíčky (psi, kočky).
Existuje dvojí vhodná strategie prevence: vakcinovat veškerý mladý skot do 4 měsíců stáří nebo stádo nevakcinovat a čekat, až dostane první jedinec trichofytózu, poté navakcinovat celé stádo.
U mléčných farem je častější vakcinace telat. U masných stád je častější vakcinace celého stáda až po propuknutí nemoci.
Chybná strategie je léčit jen nemocné jedince a zbytek stáda neřešit. Plíseň se postupně rozšíří na oslabené jedince, navíc se rezervoárem nemoci stávají stáje, nářadí, oblečení ošetřovatelů, plísně se chov nikdy nezbaví.
Pokud se trichofytóza rozroste na celý povrch těla, může dojít k oslabení imunity jedince, nemoc se pro něj stává fatální (skončí na jatkách). Zvláště ohrožená jsou telata, která ještě nemají dostatečně vyvinutou imunitu (do 5 měsíců stáří).
Laboratorní nález je zcela běžný i ve zdravých stádech, protože se používá živá vakcína, která může na přechodnou dobu způsobit lokální ložisko velikosti mince v místě vpichu. Paradoxně potvrdit klinický nález bývá obtížné, postižená místa jsou často ošetřena antimykotiky, což znemožní laboratoři kultivaci. Živé zárodky plísní jsou na kraji lézí, ne v centru. Pro laboratorní potvrzení nemoci se odebírají chlupy i s kořínky, stěry a seškraby.
Avirulentní vakcíny nezanechávají dostatečný titr protilátek (= hladina protilátek v krvi), lze je použít jen jako prevence ve zdravých chovech. Pokud se nemoc do chovu dostane, léčení se provádí živou (atenuovanou) vakcínou.
Z klinického hlediska lze rozlišovat mokvavou formu, která je vysoce infekční. Miliární formu, která se projevuje malými tečkami, zpravidla je způsobena T. mentagrophytes. Suchou formu, která probíhá dlouho, zpravidla je způsobena T.verrucosum. Suchou formu je třeba léčit nejen vakcinací, ale lokálním potíráním antimykotiky (např. IMAVEROL).

## Návaznost na wikipedii
- kauzalita (epidemiologie)
- bias (epidemiologie)

- epidemiologická studie
- kohortové studie
- studie případů
- Prevalenční studie

- Respirační syndrom skotu
- LR nomogram
- validita laboratorního testu
- prevalence
- incidence
- interval spolehlivosti (epidemiologie)
- Vzorkování populace (epidemiologie)
- John Snow
- Kontrolní program
- Prognostická hodnota
- mycobacterium avium subspecies paratuberculosis

- Deskriptivní epidemiologie
- Rizikový faktor